# Muralles de Granollers
El Recinte emmurallat de Granollers és una obra de Granollers (Vallès Oriental) declarada Bé Cultural d'Interès Nacional.

## Descripció
Amb un perímetre de 2800 metres i un traçat aproximadament hexagonal, les muralles recorrien els actuals carrers Constància - plaça Maluquer i Salvador - Santa Esperança - Sant Cristòfol, tot travessant una part de l'actual església i el mercat de Sant Carles. Actualment se'n conserven restes al carrer Constància. El parament és de pedres del riu Congost i fragments de maó. Fa 1,20 metres d'ample i 5 metres d'alçada. El 2000 es va documentar la muralla amb el seu fossat al Pati de la rectoria, el traçat no és recte, un tram va direcció sud-est i l'altre nord-est dividint el pati. A la Plaça de l'Església es van documentar entre 2002 i 2003 un pany de muralla i una bestorre, del segle xiv, de planta quadrangular oberta per l'est amb carreus perfectament escairats als angles, a més d'un fossat en forma de U.

## Història
Les muralles foren construïdes entre el 1366 i el 1380, però d'historiador granollerí Alfred Canal afirma que anteriorment ja existien les muralles (1291), puix que Pere Marquès, senyor de la vila, concedí 10000 sous per a construir-les.
Hi havia 11 torres de defensa, avui desaparegudes, i un camí de ronda en gran part encara subsistent encara conegut popularment com els "corredossos", els actuals carrerons de la Constància, de Santa Esperança i Sant Cristòfor. Els portals eren inicialment cinc i cada un tenia superposada una capella. L'any 1567, el consell fa una petició al rei per tal de construir una muralla al carrer de Corró (Llibre del Consell 1555-72 fol. 176). Aquest fet és important perquè demostra el creixement de la vila sobrepassant les antigues muralles. El segle xix, degut a noves necessitats urbanístiques, alguns trams de les muralles foren enderrocades i les capelles traslladades al costat. Es començava a traçar l'eixample; l'eix principal de la ciutat es traslladà des de l'angle Corró -Barcelona a la carretera Barcelona - Vic.